# Cliffortia cervicornu
Cliffortia cervicornu är en rosväxtart som beskrevs av August Henning Weimarck. Cliffortia cervicornu ingår i släktet Cliffortia och familjen rosväxter. Inga underarter finns listade i Catalogue of Life.